# Андроник (апостол від 70)
Андроник (грец. Ανδρόνικος —  переможець мужів; також — Андронік; I століття) — апостол з числа сімдесяти, єпископ Паннонії. Пам'ятний день в православній церкві — 4 (17) січня, 17 (30) травня у католицькій церкві і 30 липня (12 серпня).
Андроник та його помічниця Іунія (Юнія або Гунія) були родичами апостола Павла і сподвижниками в його апостольських трудах. Про них він згадує в посланні до Римлян (Рим.  16:7). Святий Андроник був єпископом Сирмії Панноньської, але проповідував і в інших країнах. Про нього відомо, що він навернув у християнство безліч язичників, руйнував язичницькі храми, споруджував церкви, творив чудеса. Після багатьох праць і утисків від язичників апостол Андроник та його супутниця померли природною мирною смертю.
Існує також інша версія, згідно з якою Андроник та Юнія померли мученицькою смертю в Євгенії, а їх мощі були знайдені в V столітті за імператорів Гонорія та Аркадія. Про це нібито було відкрито в одкровенні Миколі Каліграфу.
Під 17 числом травня у Никодима Святогорця (у грецьких Четьї-Мінеях) сказано: «цей апостол Христовий і мученик, як крилатий (орел) облетів всесвіт, рятуючи людей від нечестя і помилок ідолопоклонства; за ним слідувала предивна Юнія, яка зневажила світ, жила тільки у Христі. Вони обидва багатьох язичників звернули до богопізнання, побудували храми, скинули ідолів і скрізь насаджували церкву Христову, виганяли бісів і зціляли недуги і, віддавши загальнолюдський борг — смерті, відійшли до життя вічного»
У Четьї Мінеях слов'янських сказано про св. Андроника та Юнію майже теж саме, що і в грецьких, з додаванням того, що «вони взяли вінці апостольства і мучеництва, так як багато постраждали від невірних і мощі їх згодом знайдені були в Євгенійских селищах за царювання Аркадія».